# Feuer und Eis (Zeichentrickfilm)
Feuer und Eis (original Fire and Ice) ist ein amerikanischer Zeichentrickfilm von Ralph Bakshi und Frank Frazetta aus dem Jahr 1983 im aufwendigen Rotoskopie-Verfahren (englisch rotoscoping): Echte Darsteller wurden gefilmt und dann Bild für Bild überzeichnet. Viele der Figuren wurden von Frank Frazetta kreiert. Der Film war ein finanzieller Misserfolg. Er startete am 25. März 1983 in den deutschen Kinos.

## Handlung
Der Film spielt in einer fiktiven "Urzeit", in der es Waffen aus Metall, aber auch Dinosaurier gibt, in der Frauen durchsichtige Bikinis und Krieger Lendenschurze aus Fell tragen. Die böse Königin Juliana und ihr Sohn Lord Nekron sind die Herrscher über das Eis. Um die Menschen zu unterjochen, kämpfen sie mit schwarzer Magie und tödlicher Kälte gegen Jarol, den König des Lichts und des Feuers, der seinen Sitz in der Feuerburg hat.
Vor der Eiszeit, die Lord Nekron über die Erde hat hereinbrechen lassen, und seiner grausamen Armee von Halbmenschen flüchten die Menschen in die Feuerburg König Jarols. Während Nekron durch telekinetische Kräfte das Eis weiter nach Süden treibt, lässt seine Mutter Jarols Tochter Teegra von ihren Häschern entführen. Sie soll zur Frau Nekrons werden, ihm Söhne gebären und als Geisel Jarol dazu zwingen, seinen Widerstand gegen Nekron aufzugeben. Teegra kann ihren Entführern entkommen und flüchtet. Gleichzeitig macht sich der junge Krieger Larn, dessen Stamm von Nekrons Kämpfern vernichtet wurde, auf den Weg nach Süden. Unterwegs wird er von einem geheimnisvollen Reiter verfolgt, der ihm in einigen gefährlichen Situationen hilft. Larn und Teegra treffen zusammen und kommen sich nach einer Weile auch näher. Sie werden jedoch durch den Angriff eines großen Seemonsters getrennt; Teegra fällt erneut in die Hände der Entführer, der bewusstlose Larn wird vom geheimnisvollen Reiter gerettet. Dieser nennt sich „Darkwolf“ und führt einen persönlichen Feldzug gegen Nekron mit Hilfe von magischen und tierischen Kräften. Inzwischen hat Nekron die Ehe mit Teegra abgelehnt (er interessiert sich mehr für Männer), behält sie aber als Geisel. König Jarol schickt seinen Sohn Taro, doch Taro und seine Begleiter werden in der Eisfestung umgebracht. Larn und Darkwolf bieten Jarol ihre Hilfe an. Zusammen mit Jarols Drachenreitern attackieren sie Nekrons Festung und gelangen hinein. Darkwolf kann Nekrons Kammer erreichen und ihn unschädlich machen, während Larn Teegra befreit. Als Nekrons Macht zusammenbricht, zerbirst auch seine Eisfestung, wodurch Nekrons Mutter ebenfalls zu Tode kommt. Jarol gibt die Lava aus der Feuerburg frei und vernichtet so Nekrons Gletscher und Armee. Larn und Teegra sind der Vernichtung entkommen. Als sie einen einzelnen Überlebenden von Nekrons Armee finden, will Larn ihn mit einem Stein erschlagen. Doch Teegra hindert ihn und lässt gegenüber dem verängstigten Mann Güte und Milde walten. Von einem Hügel beobachtet Darkwolf die Szene, lächelt ihnen zu, und zieht schlussendlich seiner Wege.

## Kritiken
Der Film bekam schlechte Kritiken vor allem wegen seiner banalen Handlung und den unnötig erotisch gezeichneten Figuren. Die Tricktechnik wurde allerdings gelobt. 
- „Der übliche gewalttätige ‚Sword & Sorcery‘-Fantasy-Kokolores mit grobschlächtigen Muskelmännern, angesiedelt in einer undefinierten Urzeit, als die Frauen zwar keine Schwänze mehr hatten, aber ein Bekleidungsproblem.“[1]
- „Nur ein abendfüllender animierter Marvel-Comic – was ganz und gar kein Kompliment ist.“[2]
- „Regisseur Ralph Bakshi hat es geschafft, vom langweiligen statischen Aussehen [anderer Trickfilme] wegzukommen, mit der Illusion einer beweglichen Kamera, die über Landschaften schwenkt, und mit spannenden visuellen Mitteln wie Überblendungen, schnellen Schnitten und radikalen Blickwinkeln.“[3]

Bei Rotten Tomatoes erreichte der Film mit 63 % Zustimmung in den professionellen Kritiken und 53 % im Zuschauerforum eher unterdurchschnittliche Bewertungen.